# Charles A. White (Politiker, 1828)
Charles A. White (* 31. März 1828 in Hallowell, Maine; † 1898 in Gardiner, Maine) war ein US-amerikanischer Politiker, der im Jahr 1879 Maine State Treasurer war.

## Leben
Charles A. White wurde in Hallowell, Maine als Sohn von Ebenezer White und Mary Duganne geboren.
Im Jahr 1855 wurde White durch Präsident Franklin Pierce zum Postmaster von Gardiner ernannt. James Buchanan erneuerte später diese Ernennung. Er übte dieses Amt bis 1861 aus. Als Mitglied der Demokratischen Partei wurde White 1879 zum Treasurer von Maine gewählt. Von 1886 bis 1890 wurde er erneut, diesmal von Grover Cleveland zum Postmaster von Gardiner ernannt.
Charles A. White heiratete im Jahr 1860 Elizabeth R. Robinson. Sie hatten fünf Kinder. Er starb im Jahr 1898 in Gardiner. Sein Grab befindet sich auf dem Oak Grove Cemetery in Gardiner.